# 内田英介
内田 英介（うちだ えいすけ、1976年3月29日 - ）は、日本の映画監督であり、脚本家、プロデューサーである。映画 『City of Dragon』や大手出版社や企業などのWEB映像制作などで知られる。

## 人物像
サラリーマンから映画監督に転職し、初監督作『CITY of DRAGON』が地元テレビ局で放送される。その後は映像作家として現在に至る。
○日刊エンタメクリップ

○ミニシアター通信
https://minicine.jp/1/0531.html?fbclid=IwAR1pS0y7a_XYkDBBS0n2wPQKItW993EEo-X9pypDrTLUoZiLyDTHHtJYXFM  

## 主な作品

### 監督作品
- City of Dragon 監督

ゆうばり国際ファンタスティック映画祭正式出展作品
- HAPPY DAY 監督

- 呪鈍(じゅどん)2020年監督　（広島こわい映画祭2020公開作品）

- 雨でも晴れる  2021年 監督 TOKYO青春映画祭 最優秀監督賞、最優秀女優賞

```
関連記事　
DIME
 
日刊エンタメクリップ
```

- 「宙ごはん」小学館スペシャル動画 永尾まりや主演  監督
- 「トイレの中のゲーム女子」U-NEXT配信 監督
- 「いきぞこない」主演　近藤みやび　本間愛波　監督

### 映画
はじめのシネマ

### TVCM
2017年　
DIME7月号「nano×DIME万年筆」（カメラマン・岡田 泰裕）
2017年　
DIME9月号「ポケモン2WAYポーチ」
2019年　
落合 陽一「0才から100才まで学び続けなくてはならない時代を生きる 学ぶ人と育てる人のための教科書」
2020年 
サライ2月号
和楽10・１１月号　伊藤若冲エコバック付き
幼稚園９月号　セブンティーンアイス自販機
落合陽一「働き方5.0」
始まりの木（撮影)
幼稚園12月号　トミカ トヨタ ダイナ清掃車　ホワイトバージョン
2021年 
幼稚園4月号 一番くじ

### TV出演
つんつべ♂ バク音　東京MX TV

### 書籍
入院中から始める 脳卒中片マヒのリハビリ「川平法」　DVD制作

### WEBコンテンツ作品
- sabra☆GyaO （小学館sabra 2010.1休刊）
- AKB48の超人生相談レスQ学園 （小学館週刊少年サンデー）
- にわみきほ YELLOW STAR （東映ビデオ）